# 318省道 (福建省)
318省道，又名联十四线，是中华人民共和国福建省的省道之一。
310省道路线起点位于厦门市湖里区湖里街道东渡社区，途经漳州市龙海区、长泰区、芗城区、南靖县，终于龙岩市永定区湖坑镇。